# Montauriol (Lot e Garona)
Montauriol é uma comuna francesa na região administrativa da Nova Aquitânia, no departamento Lot e Garona. Estende-se por uma área de 9,87 km². Em 2010 a comuna tinha 174 habitantes (densidade: 17,6 hab./km²).